# 72-я улица (линия Восьмой авеню, Ай-эн-ди)
| Верхний ярус          |     |     |
| \| · \| · л \| · э \| |     |     |
| ·                     | · л | · э |

| · | · л | · э |

| Нижний ярус           |     |     |
| \| · \| · л \| · э \| |     |     |
| ·                     | · л | · э |

| · | · л | · э |

| Верхний ярус          |     |     |
| \| · \| · л \| · э \| |     |     |
| ·                     | · л | · э |

| · | · л | · э |

| Нижний ярус           |     |     |
| \| · \| · л \| · э \| |     |     |
| ·                     | · л | · э |

| · | · л | · э |

«72-я улица» (англ. 72nd Street) — станция Нью-Йоркского метрополитена, расположенная на линии Восьмой авеню, Ай-эн-ди. Станция находится в Манхэттене, в округе Верхний Вест-Сайд, на пересечении 72-й улицы и Сентрал-Парк-Уэст. На станции останавливаются маршруты: A (ночью), B (в будни днём и вечером до 23:00) и C (круглосуточно, кроме ночи). Станцию проходят без остановки маршруты A (круглосуточно, кроме ночи) и D (круглосуточно).
Станция локальная, не совсем обычная. Отличие от стандартной локальной станции состоит в том, что она двухуровневая. Верхний уровень используют поезда, следующие в Бронкс, нижний уровень — поезда в сторону Нижнего Манхэттена. На каждом уровне расположена одна боковая платформа и два пути. Платформы расположены друг под другом, с западной стороны от путей. Экспрессы используют восточный путь. Южнее станции стандартная конфигурация путей восстанавливается. Обе платформы отделаны в синих тонах, на них имеются мозаики с названием станции. Название станции также расположено на колоннах в виде белой надписи на чёрной табличке. Лифтами не оборудована.
Станция имеет два выхода, идущих только с верхней платформы. Для доступа к нижней имеются лестницы непосредственно с платформы верхнего уровня — прямого выхода с нижнего уровня в город нет. Выходы ведут к 72-й (с северного конца платформы) и 70-й улицам (с южного конца). Выход на 72-ю улицу является основным и приводит ко всем углам перекрёстка. Турникетный зал второго (на 70-ю улицу) представлен двумя полноростовыми турникетами и ведёт лишь к одному из углов перекрёстка. Рядом со станцией расположен Центральный парк, доступ к которому осуществляется из обоих выходов. Раньше был выход на 71-ю улицу, но сейчас он не функционирует.
Выход на 72-ю улицу расположен у стены здания «Дакота», в подворотне которого в 1980 году был убит Джон Леннон.

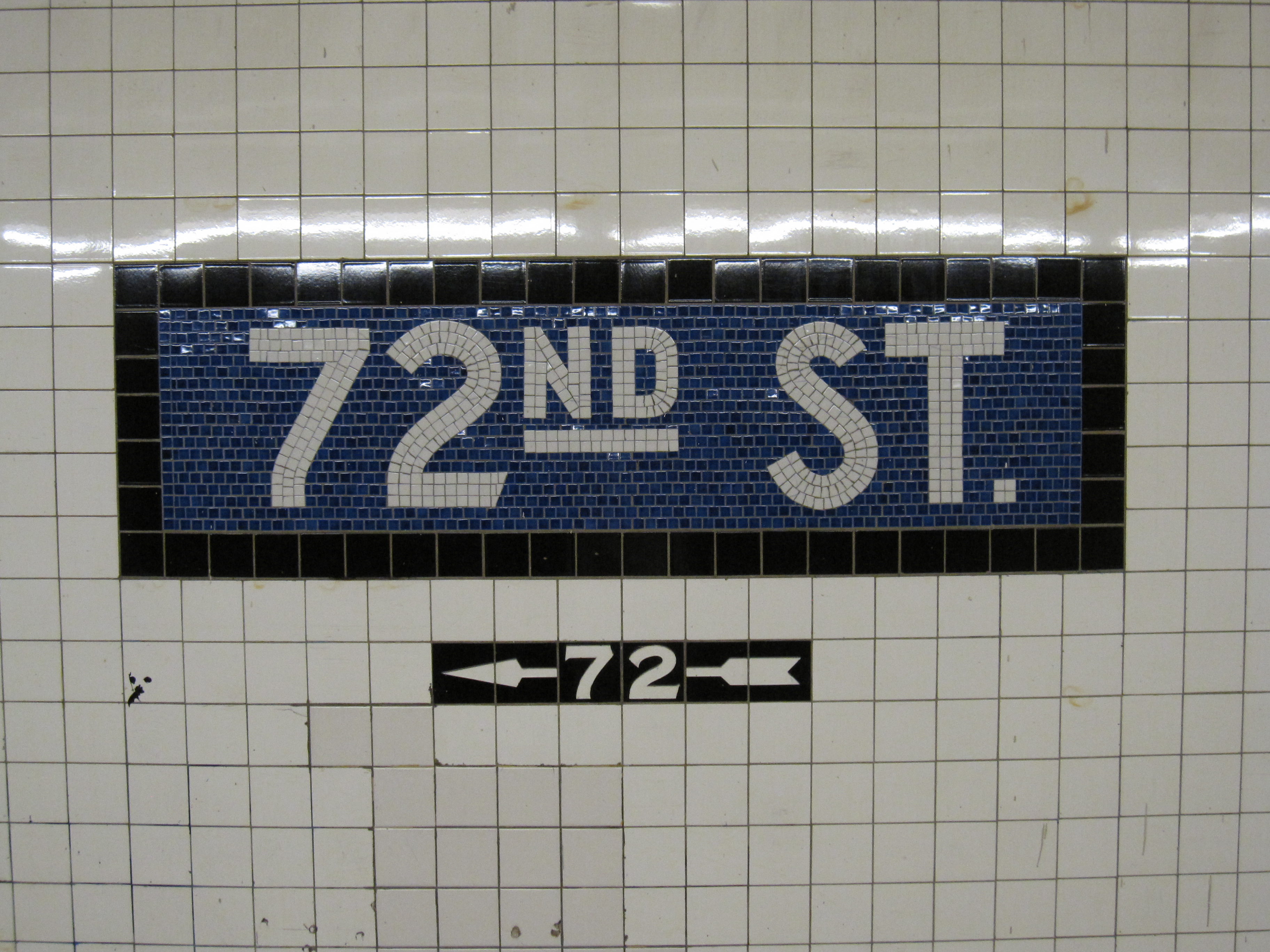
Мозаика с названием станции
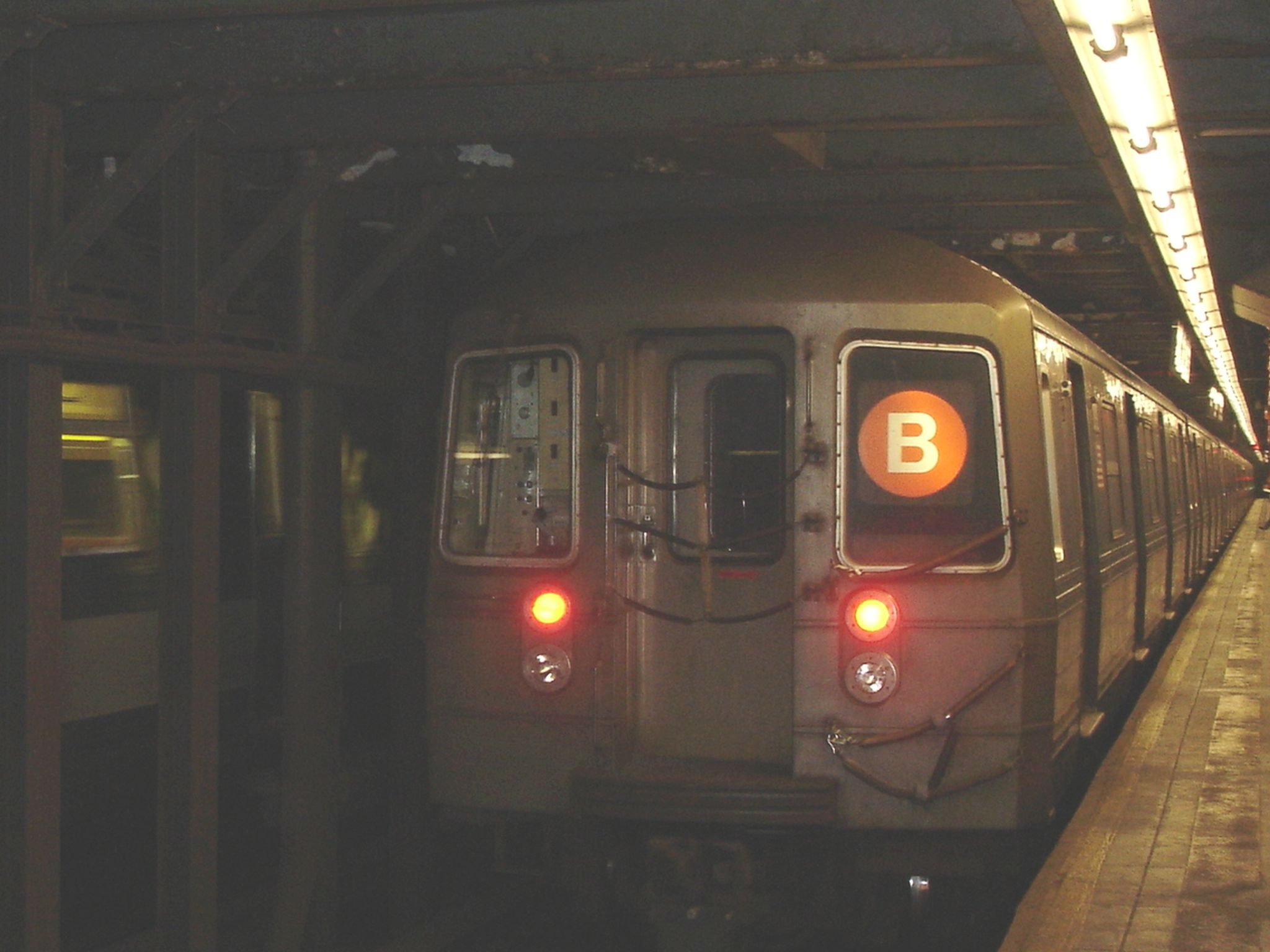
Поезд B отправляется от станции
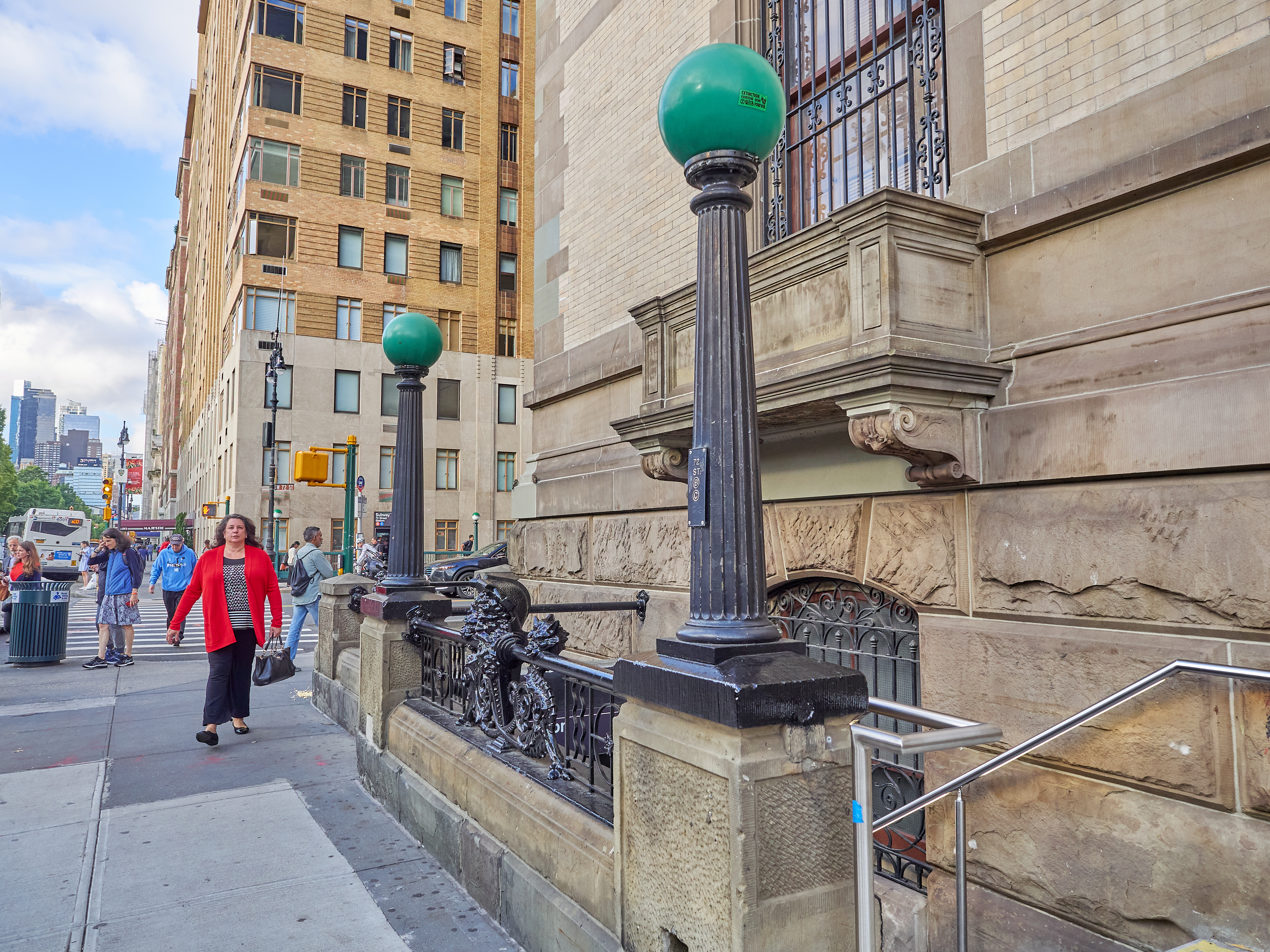
Вход на станцию у здания «Дакота»